# Telmatobius
Telmatobius es un género de anfibios anuros, el único de la familia Telmatobiidae. Es endémica de la cordillera andina en Sudamérica, pudiéndose encontrar en Ecuador, Perú, Bolivia, noroeste de Argentina y noreste de Chile.

## Especies
Se reconocen las siguientes 64 especies:
- Telmatobius arequipensis Vellard, 1955
- Telmatobius atacamensis Gallardo, 1962
- Telmatobius atahualpai Wiens, 1993
- Telmatobius bolivianus Parker, 1940
- Telmatobius brachydactylus (Peters, 1873)
- Telmatobius brevipes Vellard, 1951
- Telmatobius brevirostris Vellard, 1955
- Telmatobius carillae Morales, 1988
- Telmatobius ceiorum Laurent, 1970
- Telmatobius chusmisensis Formas, Cuevas & Nunez, 2006
- Telmatobius cirrhacelis Trueb, 1979
- Telmatobius colanensis Wiens, 1993
- Telmatobius contrerasi Cei, 1977
- Telmatobius culeus (Garman, 1875)
- Telmatobius dankoi Formas, Northland, Capetillo, Nuñez, Cuevas & Brieva, 1999
- Telmatobius degener Wiens, 1993
- Telmatobius edaphonastes De la Riva, 1995
- Telmatobius espadai De la Riva, 2005
- Telmatobius fronteriensis Benavides, Ortiz & Formas, 2002
- Telmatobius gigas Vellard, 1969
- Telmatobius halli Noble, 1938
- Telmatobius hauthali Koslowsky, 1895
- Telmatobius hintoni Parker, 1940
- Telmatobius hockingi Salas & Sinsch, 1996
- Telmatobius huayra Lavilla & Ergueta-Sandoval, 1995
- Telmatobius hypselocephalus Lavilla & Laurent, 1989
- Telmatobius ignavus Barbour & Noble, 1920
- Telmatobius intermedius Vellard, 1951
- Telmatobius jelskii (Peters, 1873)
- Telmatobius laticeps Laurent, 1977
- Telmatobius latirostris Vellard, 1951
- Telmatobius macrostomus (Peters, 1873)
- Telmatobius mantaro Ttito, Landauro, Venegas, De la Riva & Chaparro, 2016
- Telmatobius marmoratus (Duméril & Bibron, 1841)
- Telmatobius mayoloi Salas & Sinsch, 1996
- Telmatobius mendelsoni[2] De la Riva, Trueb & Duellman, 2012
- Telmatobius necopinus Wiens, 1993
- Telmatobius niger Barbour & Noble, 1920
- Telmatobius oxycephalus Vellard, 1946
- Telmatobius pefauri Veloso M. & Trueb, 1976
- Telmatobius peruvianus Wiegmann, 1834
- Telmatobius philippii Cuevas & Formas, 2002
- Telmatobius pinguiculus Lavilla & Laurent, 1989
- Telmatobius pisanoi Laurent, 1977
- Telmatobius platycephalus Lavilla & Laurent, 1989
- Telmatobius punctatus Vellard, 1955
- Telmatobius rimac Schmidt, 1954
- Telmatobius rubigo Barrionuevo & Baldo, 2009
- Telmatobius sanborni Schmidt, 1954
- Telmatobius schreiteri Vellard, 1946
- Telmatobius scrocchii Laurent & Lavilla, 1986
- Telmatobius sibiricus De la Riva & Harvey, 2003
- Telmatobius simonsi Parker, 1940
- Telmatobius stephani Laurent, 1973
- Telmatobius thompsoni Wiens, 1993
- Telmatobius timens De la Riva, Aparicio & Ríos, 2005
- Telmatobius truebae Wiens, 1993
- Telmatobius vellardi Munsterman & Leviton, 1959
- Telmatobius ventriflavum[3] Catenazzi, Vargas García & Lehr, 2015
- Telmatobius verrucosus Werner, 1899
- Telmatobius vilamensis Formas, Benavides & Cuevas, 2003
- Telmatobius yuracare De la Riva, 1994
- Telmatobius zapahuirensis Veloso, Sallaberry, Navarro, Iturra, Valencia, Penna & Diaz, 1982